# Melina Sinadinou
Melina Sinadinou ist eine britische Schauspielerin in Film, Theater und Fernsehen.

## Leben
Nach ihrer schulischen Laufbahn legte sie an der Bristol Old Vic Theatre School ihren Abschluss als professionelle Schauspielstudentin ab.
Im Zuge ihrer Ausbildung trat sie in Kurzfilm-Projekten auf, wie Coffee Runs (2022) und dem nominierten Cat Burns (2024).

## Karriere
Melina Sinadinou ist bekannt für ihre Arbeit an Beyond Paradise als Zoe Williams die Tochter von DS Esther Williams. Seit dem ersten Weihnachtsspecial (2023) zählt sie zum festen Cast und wird in der 2. und 3. Staffel zu sehen sein.

## Ausbildung
- 2020–2023: Absolvent der Bristol Old Vic Theatre School
- 2020–2023: Andrew Llyod Webber Scholarship

## Theater (Auswahl)
Bristol Old Vic Theatre School
- 2022: As you Like it (Regie: John Hartoch), als Rosalind
- 2022: Robin Hood and Marian (Regie: Derek Bond), als Marian[6]
- 2022: Children of the Sun (Regie: Katie Bonna), als Yelena
- 2023: EMILIA CIRCOMEDIA (Regie: Sally Cookson), als Lady Anne Clifford , Dave und Lord Collins[7]

The Wadrobe Theatre
- 2023: Holes (Regie: Lydia Cook), als Erin[8]

## Fernsehen (Auswahl)
- 2022: Coffee Run (Kurzfilm)[9]
- 2023–2025: Beyond Paradise (Fernsehserie, 13 Folgen)
- 2024: Red Planet Blue (Kurzfilm)[10]
- 2024: Cat Burns – Early Twenties (Kurzfilm)